# Kintampo (stanowisko archeologiczne)
Kintampo – miejsce wykopalisk archeologicznych w dystrykcie Kintampo w regionie Brong-Ahafo w Ghanie datowane na 1400 p.n.e., jedno z najwcześniejszych znanych miejsc uprawy rośliny pnącej fasolnik chiński (Vigna sinensis). Znaleziska obejmują siekiery z wypolerowanego kamienia, kamienne różańce, budynki z kamienia, naczynia domowe oraz rzeźby ludzi i zwierząt z ceramiki wskazują, że Kintampo był miejscem praktyk religijnych i ogrodnictwa.
Ludzie Kintampo mieszkali w osiedlach o powierzchni około 750 m² budowanych z prostokątnej plecionki i tynku z okolic Netereso nad rzeką Biała Wolta, 50 km na zachód od Tamale.